# Associazione Calcio Foligno 1985-1986
Questa pagina raccoglie le informazioni riguardanti l'Associazione Calcio Foligno nelle competizioni ufficiali della stagione 1985-1986.

## Rosa
| N. |                   | Ruolo | Calciatore           |
| -- | ----------------- | ----- | -------------------- |
|    | Italia (bandiera) |       | A. Alunni            |
|    | Italia (bandiera) | D     | Marco Alunni         |
|    | Italia (bandiera) | C     | Mirco Barbetta       |
|    | Italia (bandiera) | D     | Luciano Bizzarri     |
|    | Italia (bandiera) | P     | Lamberto Boranga     |
|    | Italia (bandiera) | D     | Maurizio Bruno       |
|    | Italia (bandiera) | D     | Ivano Cardarelli     |
|    | Italia (bandiera) |       | Casadei              |
|    | Italia (bandiera) | D     | Antonio Ceccarini    |
|    | Italia (bandiera) | C     | Massimo Cocciari     |
|    | Italia (bandiera) | A     | Giovanni Cornacchini |
|    | Italia (bandiera) | A     | Raoul Di Croce       |
|    | Italia (bandiera) | P     | Paolo Fabiani        |

| N. |                       | Ruolo | Calciatore        |
| -- | --------------------- | ----- | ----------------- |
|    | Italia (bandiera)     |       | Matergia          |
|    | San Marino (bandiera) | A     | Paolo Mazza       |
|    | Italia (bandiera)     | A     | Massimo Palanca   |
|    | Italia (bandiera)     |       | Palermi           |
|    | Italia (bandiera)     | C     | Arnaldo Palmieri  |
|    | Italia (bandiera)     | A     | Marco Peraio      |
|    | Italia (bandiera)     | P     | Angelo Properzi   |
|    | Italia (bandiera)     | C     | Alvaro Retini     |
|    | Italia (bandiera)     | C     | Bruno Ricciolini  |
|    | Italia (bandiera)     |       | Rosati            |
|    | Italia (bandiera)     |       | Taccacci          |
|    | Italia (bandiera)     | D     | Giancarlo Torresi |
|    | Italia (bandiera)     | A     | Gianni Trabalza   |

## Risultati

### Campionato

#### Girone di andata
| 22 settembre 1985 1ª giornata | Foligno | 1 – 1 | Matera |  |

| 29 settembre 1985 2ª giornata | Giulianova | 2 – 0 | Foligno |  |

| 6 ottobre 1985 3ª giornata | Foligno | 0 – 2 | Martina |  |

| 13 ottobre 1985 4ª giornata | Potenza | 1 – 0 | Foligno |  |

| 20 ottobre 1985 5ª giornata | Foligno | 0 – 0 | Francavilla |  |

| 27 ottobre 1985 6ª giornata | Maceratese | 2 – 1 | Foligno |  |

| 3 novembre 1985 7ª giornata | Foligno | 0 – 0 | Teramo |  |

| 10 novembre 1985 8ª giornata | Jesi | 1 – 1 | Foligno |  |

| 17 novembre 1985 9ª giornata | Foligno | 2 – 3 | Sassuolo |  |

| 24 novembre 1985 10ª giornata | Fidelis Andria | 2 – 1 | Foligno |  |

| 1º dicembre 1985 11ª giornata | Foligno | 1 – 1 | Civitanovese |  |

| 8 dicembre 1985 12ª giornata | Ravenna | 0 – 4 | Foligno |  |

| 15 dicembre 1985 13ª giornata | Foligno | 0 – 0 | Forlì |  |

| 22 dicembre 1985 14ª giornata | Angizia Luco | 2 – 0 | Foligno |  |

| 5 gennaio 1986 15ª giornata | Foligno | 0 – 0 | Aesernia |  |

| 12 gennaio 1985 16ª giornata | Pro Italia Galatina | 1 – 1 | Foligno |  |

| 19 gennaio 1986 17ª giornata | Foligno | 3 – 2 | Cesenatico |  |

#### Girone di ritorno
| 26 gennaio 1986 18ª giornata | Matera | 0 – 0 | Foligno |  |

| 2 febbraio 1986 19ª giornata | Foligno | 0 – 0 | Giulianova |  |

| 9 febbraio 1986 20ª giornata | Martina | 0 – 0 | Foligno |  |

| 16 febbraio 1986 21ª giornata | Foligno | 1 – 0 | Edilpotenza |  |

| 23 febbraio 1986 22ª giornata | Francavilla | 1 – 0 | Foligno |  |

| 2 marzo 1986 23ª giornata | Foligno | 2 – 0 | Maceratese |  |

| 9 marzo 1986 24ª giornata | Teramo | 2 – 1 | Foligno |  |

| 23 marzo 1986 25ª giornata | Foligno | 0 – 0 | Jesi |  |

| 29 marzo 1986 26ª giornata | Sassuolo | 1 – 2 | Foligno |  |

| 6 aprile 1986 27ª giornata | Foligno | 0 – 0 | Fidelis Andria |  |

| 13 aprile 1986 28ª giornata | Civitanovese | 0 – 0 | Foligno |  |

| 20 aprile 1986 29ª giornata | Foligno | 0 – 1 | Ravenna |  |

| 4 maggio 1986 30ª giornata | Forlì | 0 – 0 | Foligno |  |

| 11 maggio 1986 31ª giornata | Foligno | 0 – 0 | Angizia Luco |  |

| 18 maggio 1986 32ª giornata | Aesernia | 1 – 1 | Foligno |  |

| 25 maggio 1986 33ª giornata | Foligno | 2 – 0 | Pro Italia Galatina |  |

| 1º giugno 1986 34ª giornata | Cesenatico | 0 – 0 | Foligno |  |